# Horismenus sardus
Horismenus sardus är en stekelart som först beskrevs av Walker 1847.  Horismenus sardus ingår i släktet Horismenus och familjen finglanssteklar. Inga underarter finns listade i Catalogue of Life.